# Aufbau-Verlag
Aufbau-Verlag – wydawnictwo mieszczące się w NRD, a potem w Niemczech. Początkowo publikowało literaturę robotniczą i radziecką, później także inną. W 2008 r. ogłosiło bankructwo.